# Josef Salvat
Josef Salvat (ur. 27 października 1988 w Sydney) – australijski piosenkarz i autor tekstów piosenek.

## Dyskografia

### Albumy studyjne
| Tytuł      | Szczegóły                                                                                                   | Pozycja na listach przebojów |
| Tytuł      | Szczegóły                                                                                                   | FRA                          |
| ---------- | --- | ---------------------------- |
| Night Swim | - Wydany: 23 października 2015 (Francja) - Wytwórnia: Sony Music, Liberation - Format: CD, digital download | 23                           |

### Minialbumy (EP)
| Tytuł         | Szczegóły                                                                               |
| ------------- | --------------------------------------------------------------------------------------- |
| In Your Prime | - Wydany: 19 września 2014 - Wytwórnia: Sony, Liberation - Format: CD, digital download |

### Single
| Singiel                                                                                                 | Rok  | Pozycja na listach przebojów | Pozycja na listach przebojów | Pozycja na listach przebojów | Pozycja na listach przebojów | Pozycja na listach przebojów | Pozycja na listach przebojów | Album      |
| Singiel                                                                                                 | Rok  | AUT                          | BEL (FL)                     | BEL (WA)                     | FRA                          | GER                          | SWI                          | Album      |
| --- | ---- | ---------------------------- | ---------------------------- | ---------------------------- | ---------------------------- | ---------------------------- | ---------------------------- | ---------- |
| „Diamonds”                                                                                              | 2014 | 46                           | –                            | 18                           | 2                            | 11                           | 42                           | Night Swim |
| „Open Season”                                                                                           | 2014 | –                            | –                            | 8                            | 10                           | –                            | –                            | Night Swim |
| „Hustler”                                                                                               | 2015 | –                            | –                            | –                            | –                            | –                            | –                            | Night Swim |
| „Till I Found You”                                                                                      | 2015 | –                            | –                            | –                            | –                            | –                            | –                            | Night Swim |
| „Night Swim”                                                                                            | 2015 | –                            | –                            | –                            | –                            | –                            | –                            | Night Swim |
| „Paradise”                                                                                              | 2016 | –                            | –                            | –                            | 197                          | –                            | –                            | Night Swim |
| „–” oznacza, że dany album lub nagranie nie było wydane lub notowane na listach przebojów w danym kraju |      |                              |                              |                              |                              |                              |                              |            |